# Juan Yagüe
Juan Yagüe y Blanco (San Leonardo de Yagüe, 19 de novembro de 1891 – Burgos, 21 de outubro de 1952) foi um oficial do exército Espanhol durante a Guerra Civil Espanhola, um dos mais importantes do lado Nacionalista. Ele ficou conhecido como o "Carniceiro de Badajoz" por ter ordenado a morte de milhares de pessoas, incluindo homens feridos no hospital. Recebeu o título nobiliárquico de 1º Marquês de San Leonardo de Yagüe.

## Vida inicial
O filho de um médico, ele matriculou-se em uma idade jovem na Academia de Infantaria de Toledo, onde Francisco Franco era um cadete. Os dois homens receberam as suas comissões ao mesmo tempo e serviram juntos na África, onde Yagüe foi ferido em várias ocasiões e recebeu várias condecorações.
Yagüe foi promovido a tenente-coronel em 1932. Ele, juntamente com Franco e o General Lopez Ochoa, ajudou a suprimir uma revolta de trabalhadores nas Astúrias usando Regulares e Legionários Marroquinos em 1934. Ele foi um forte partidário inicial da Falange Espanhola e um amigo íntimo de José António Primo de Rivera.

## Guerra Civil Espanhola
Quando Niceto Alcalá-Zamora foi substituído como presidente da República pelo esquerdista Manuel Azaña em 10 de Maio de 1936, um grupo de oficiais do Exército Espanhol, incluindo Yagüe, Emilio Mola, Franco, Gonzalo Queipo de Llano e José Sanjurjo, começaram a conspirar para derrubar o governo da Frente Popular democraticamente eleito. Isto levou a uma revolta militar que precipitou a Guerra Civil Espanhola em 17 de Julho de 1936.
As forças de Yagüe revoltaram-se em Ceuta antes de atravessarem o Estreito de Gibraltar para se ligarem às forças Nacionalistas em Sevilha, lideradas por Queipo de Llano. Yagüe avançou para o norte, primeiro atacando Mérida antes de atacar Badajoz com 3.000 soldados em 14 de Agosto de 1936. Uma amarga luta de rua aconteceu quando os Nacionalistas avançaram para a cidade. As forças de Yagüe acabaram por ganhar o controle de Badajoz, com ambos os lados sofrendo pesadas baixas.
Sob a direção de Yagüe, centenas de prisioneiros, militares e civis, foram mortos ou executados em Badajoz, durante o Massacre de Badajoz. Antes de deixar a cidade, Yagüe foi questionado pelo jornalista americano John T. Whitaker sobre sua razão para matar todas aquelas pessoas (10% da população da cidade) e ele respondeu:
Claro que nós os matámos. O que você supunha? Que ia levar 4.000 prisioneiros vermelhos com a minha coluna, tendo que avançar contra o relógio? Ou que os deixaria na retaguarda para que Badajoz ficasse vermelha outra vez?
Yagüe foi então promovido a coronel e depois avançou para Madrid, capturando Trujillo, Navalmoral de la Mata e Talavera de la Reina, mas foi incapaz de tomar a capital. Ele participou na Ofensiva de Aragão e tomou o controle de Belchite, Caspe e Lérida. Ele também desempenhou um papel de liderança na vitória Nacionalista na Batalha do Ebro. Em Maio de 1938, Yagüe foi retirado de seu comando e preso por comentários imprudentes que fez em um discurso em Burgos, crítico de Franco. Ele estaria de volta na frente dentro de semanas.
Foi dito que ele era o único comandante das forças Espanholas que a Legião Condor respeitava. Yagüe nunca demonstrou pânico mesmo quando o inimigo estava por perto, e foi capaz de ajustar rapidamente os planos de batalha a fim de se adequar mudando as circunstâncias (eles odiavam Mola por sua abordagem cautelosa).

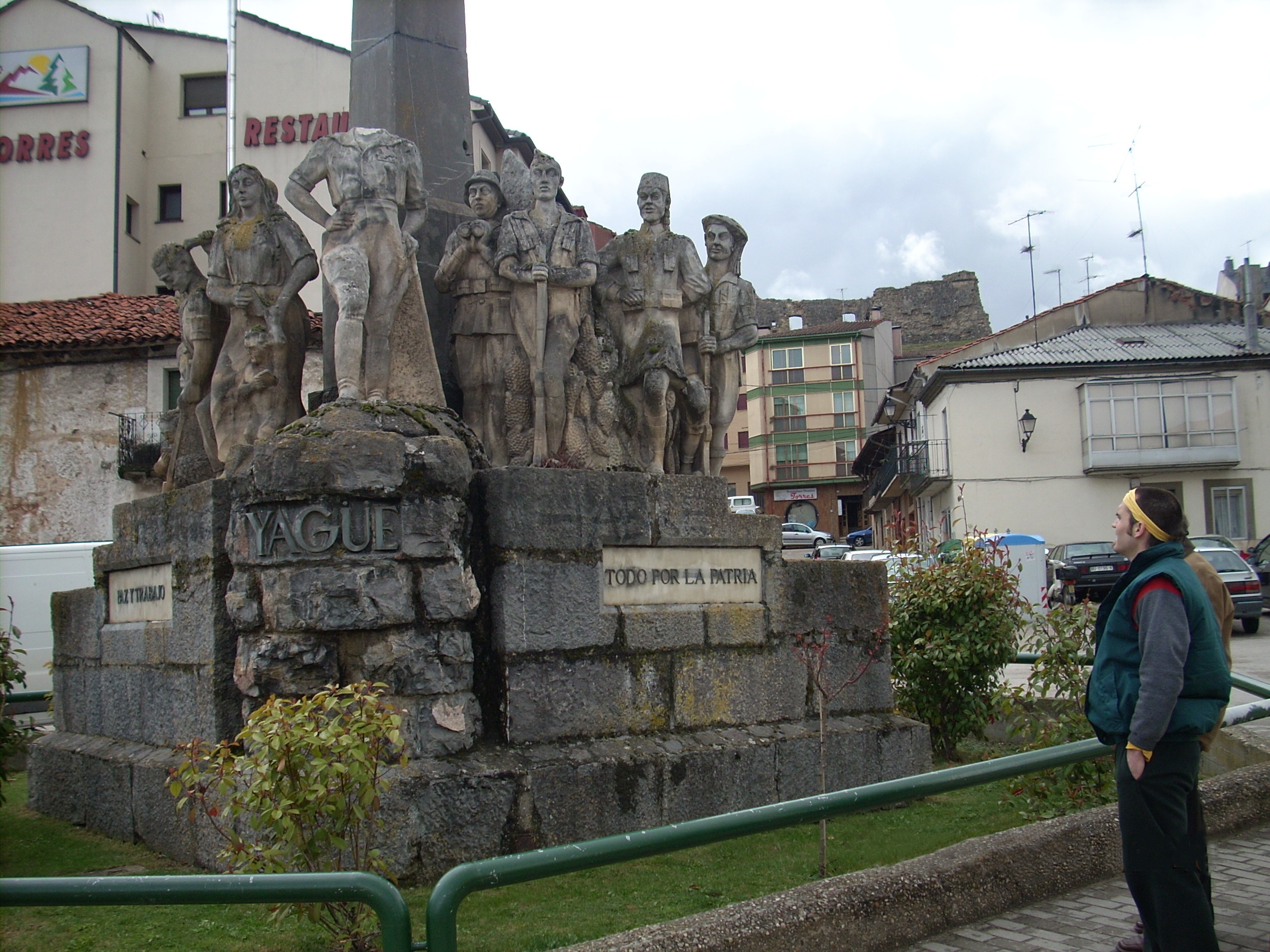
Monumento a Juan Yagüe

## Pós-guerra
Após o colapso da Segunda República Espanhola em 1939, Yagüe foi promovido a major-general e nomeado como Ministro da Força Aérea pelo General Franco. Tornou-se tenente-general em 1942 e tornou-se postumamente comandante-chefe.